# Józef Sierakowski (dyplomata)

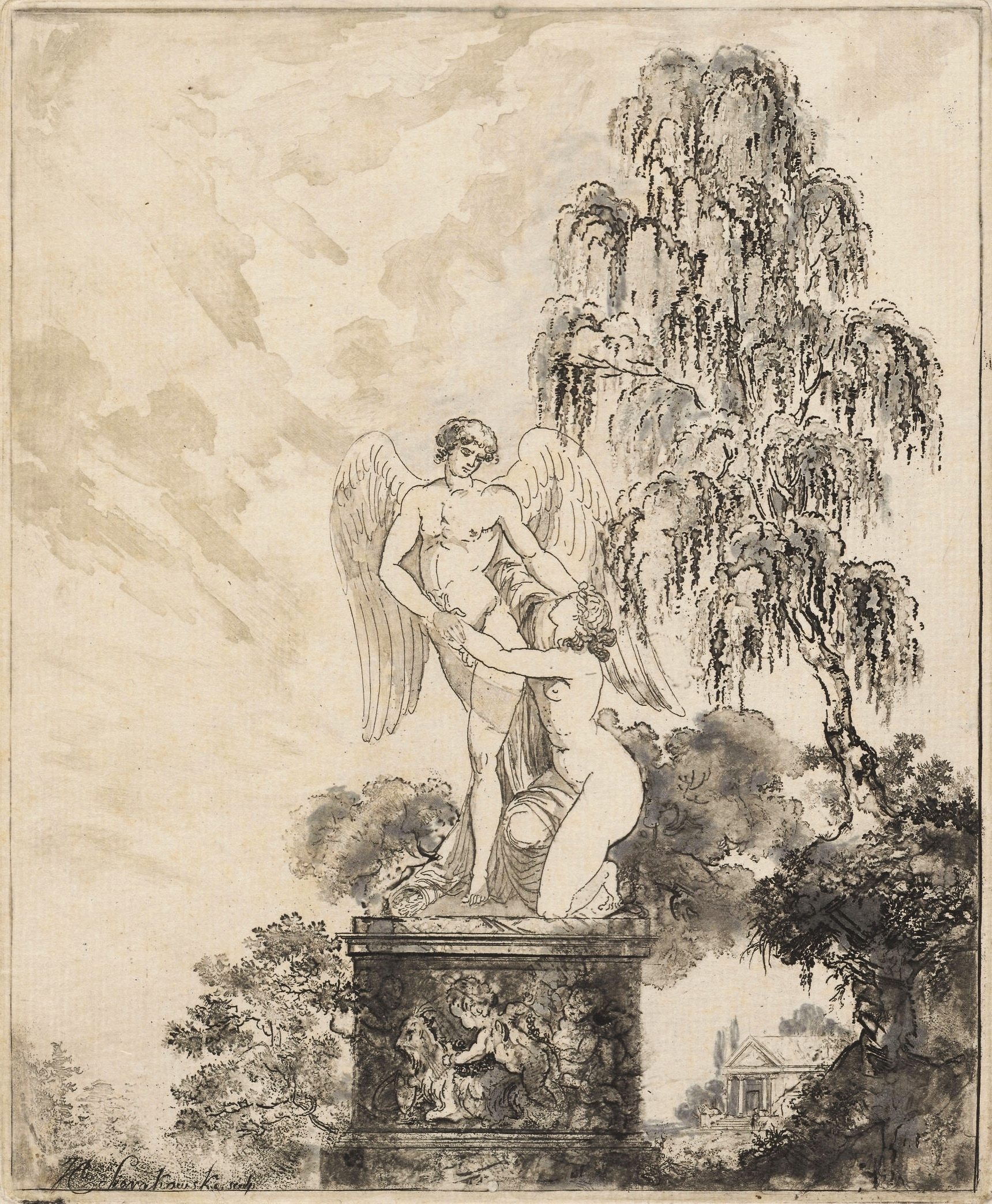
Pomnik pod brzozą, akwaforta autorstwa Józefa Sierakowskiego, ok. 1800, Muzeum Narodowe w Warszawie

Józef Sierakowski (ur. 1765, zm. 28 maja 1831 roku) – polski historyk i polityk, radca stanu, członek Komisji Najwyższej Egzaminacyjnej w Królestwie w 1829 roku.

## Życiorys
W latach 1789–1792 sekretarz poselstwa polskiego w Sztokholmie, republikanin, po rozbiorach podróżował po Europie. W 1807 członek deputacji litewskiej Napoleona do Tylży. Od 1812 członek Rządu Tymczasowego na Litwie, potem członek komisji rządowej wyznań religijnych i oświecenia publicznego w Królestwie, radca stanu nadzwyczajny, radca stanu, członek Rady Stanu Królestwa Kongresowego w 1830 roku, kawaler maltański.
Członek Towarzystwa Przyjaciół Nauk, zajmował się publikowaniem źródeł i historią Słowian. Stworzył dzieło O mitologii Słowian.
W 1821 roku został kawalerem Orderu św. Stanisława I klasy. Urzędnik francuskiej Legii Honorowej.